# Partiet: en olycklig kärlekshistoria
Partiet: en olycklig kärlekshistoria är en bok av Eva Franchell utgiven 2012 på Bonnier förlag. Boken har självbiografiska inslag och beskriver både Franchells uppväxt och arbetsliv samt utvalda delar av partiet socialdemokraternas historia under den tiden.